# Johan Göransson
Johan Göransson, född 6 juli 1712 i Gillberga socken i Värmland, död den 29 augusti 1769 i Gillberga socken, Värmland, var en svensk präst, runolog, fornforskare och arkeolog.
Johan Göranssons föräldrar var bönder, fadern var Göran Olofsson och modern Marit Örjansdotter. Han arbetade i sin ungdom som dränggosse hos prosten Nordberg i sin födelsesocken. Göransson förälskade sig i en av prostens döttrar, Margareta Elisabet Nordberg, och det berättas att denna kärlek gjorde att Göransson bestämde sig för att utbyta plogen mot boken och framdeles såsom en lärd man komma och anmäla sig som friare.  Hur det än står till med den berättelsen är det dock visst att Göransson slutligen blev Nordbergs måg 1747. Margareta Elisabet Nordberg var född 13 maj 1726 i Gillberga och avled där 10 mars 1793, hon var dotter till prosten Erik Nordberg och hans hustru Ellika Kiellman.  Han an var över tjugo år när han började sina skolstudier i Karlstad.
Han var elev vid Karlstads läroverk 1734. Skolstudierna bedrevs med ett allvar som gjorde att Göransson 1740 inskrevs som student vid Lunds universitet. Han disputerade 9 och 12 augusti 1743 och skrevs in vid Uppsala universitet i oktober 1744, 1745 blev han magister i Lund och 1747 blev han prästvigd i Karlstad. Fem år därefter promoverades till filosofie doktor. Sedan han låtit viga sig till präst 1747, antogs han först till "hovpredikant" hos riksrådet greve Johan Gyllenborg. Denne Johan Gyllenborg hade 1743 utnämnts till kansler för Lunds universitet. Johan Göransson befordrades till kyrkoherde i Gillberga 1754 och blev prost 1764. Johan Göransson blev vice kontraktsprost i Nordmarks kontrakt i Karlstad stift 1767.

## Biografi

### Studier i Lund och Uppsala

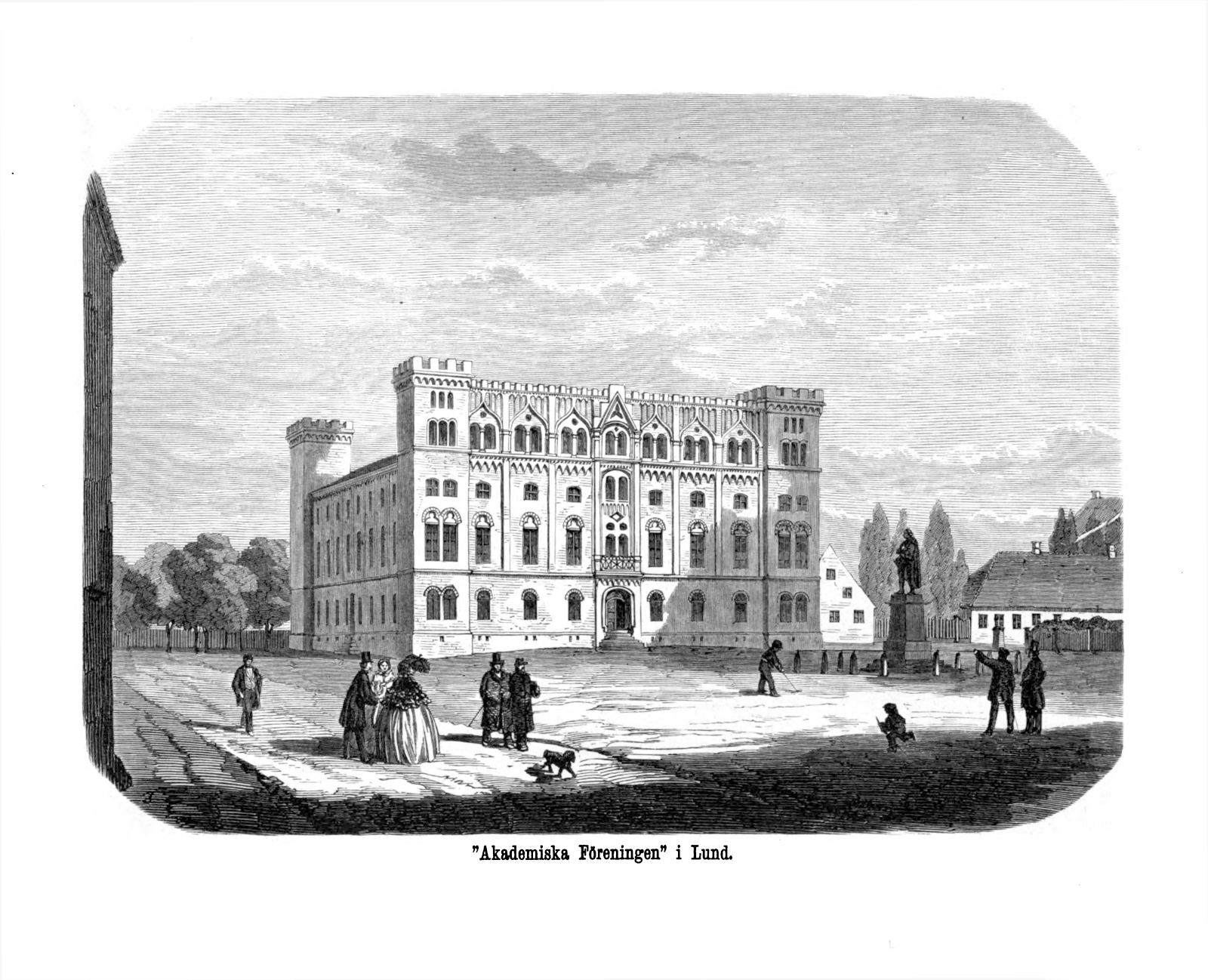
Akademiska Föreningen i Lund. AF-borgen på en xylografi från 1866 av okänd konstnär. Kungliga biblioteket, Stockholm.

Johan Göransson var enligt traditionen kolardräng i unga år hos prosten Erik Nordberg i Gillberga. Han blev förälskad i husbondens dotter och för att bli henne en värdig friare lämnade han skogen och blev vid 22 års ålder djäkne i Karlstad. Sin väg genom klasserna gjorde han hedrande och kort genom seg flit och ett utomordentligt minne. Han studerade framför allt österländska språk och var respondent vid dissertationer under Johan Engeströms och Sven Lagerbrings presidium 1743 under fyra år i Lund. Under Lagerbring var han respondent vid dissertationer på en avhandling om Skandinaviens urgamla inbyggare. I Uppsala fortsatte han sina historiska studier och blev nu helt fångad av Olof Rudbeck den äldres hypoteser. I en dissertation om de svenska kungarnas genealogi härledde han de första härskarna i landet från Saturnus och Jupiter. Därefter ägnade sig Johan Göransson en tid åt språkstudier.

### Avhandlingar
Mot avhandlingen De lingua hebræa hade teologiska fakulteten åtskilliga invändningar att göra. Göransson vågade inte trycka den, men han lät den bli grund för en högst besynnerlig skrift, Grundritning till det heliga språket, i vilken han ville påvisa att alla hebreiska rotord var tvåstaviga.

### Forskare och författare

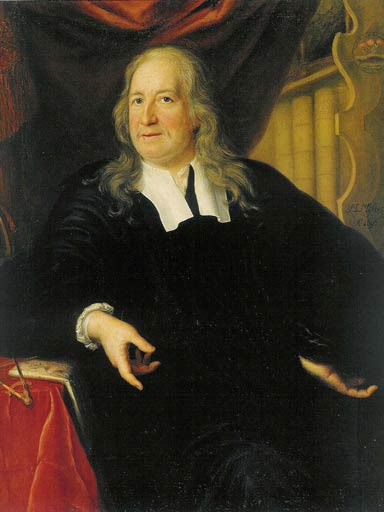
Olof Rudbeck den äldre, porträtt av Martin Mijtens d.ä. (1696).

Som forskare och författare var Göransson blint fången i de Rudbeckska hypoteserna. Olof Rudbeck den äldre (1630-1702) var naturforskare och historiker och professor i medicin vid Uppsala universitet. Johan Göransson låter i sitt arbete De genealogia regum Suioniæ (1746) Sveriges första konungar härstamma från Saturnus och Jupiter, och i företalet till sin edition av Eddan, De yfverborna Atlingars eller Sviogöters ok Nordmänners Edda (1746) påstår han att denna är skriven i Moses tid och funnen i Sverige under drottning Disas tid, tre hundra år före Trojas anläggning, ritad i mässingstavlor.
Johan Göransson gav ut ett parti av Snorres Edda, den yngre Snorre Sturlassons Edda. Texten är tolkad till svenska och latin. Olle Franzén uttrycker sig så här: "Texttydningen klandrades av Johan Ihre, men Carl-Johan Schlyter har påvisat, att Göranssons version var riktig. 1750 fortsatte Göransson på samma väg genom att i 200 exemplar på egen bekostnad låta trycka Voluspa på isländska och svenska. Hans mest fantasifulla arbeten är Is Atlinga och Svea rikes konungars historia och ättartal. I det förstnämnda förklaras de första härskarna i Svea rike ha varit Bore, Tor och Oden. De räknades efter sin död som gudar och dyrkades under olika namn från Uppsala till Kina. Märkligt nog var dessa kungar inte själva hedningar utan ganska gudfruktiga och rättfärdiga. Det andra arbetet kom som ett svar på första delen av Olof von Dalins Svea rikes historia. (Olof von Dalin ägnade han sig åt författandet av Svea Rikes historia, första delen 1747, andra 1750, tredje 1760-1761, vilken skildrade riket från forntiden, över medeltiden och fram till Gustav Vasa och hans söner.) Denne hade där framfört vattenminskningsteorin och menat, att Sverige befolkats först strax före Kristi födelse. Detta dråpslag mot fosterlandets storhet berörde många illa och gav eko i riksdagen, där prästeståndet protesterade, men Johan Göransson återställde jämvikten genom att göra Gomer, Noaks sonson, till svearnas förste härskare."

### Uppdrag att utge samlingar av runinskrifter
Efter att Johan Göransson hade prästvigts blev han huspredikant hos riksrådet och universitetskanslern Johan Gyllenborg. Av 1747 års riksdag fick han genom gyllenborgska släktens inflytande i uppdrag att utge de samlingar av runinskrifter, som alltsedan Johan Hadorphs tid fanns gömda i antikvitetsarkivets källare. Göransson skulle för detta ändamål beredas tjänst vid arkivet. Om Göransson skulle bli utgivare till samlingarna med egna kommentarer, så fruktade den dåvarande sekreteraren vid arkivet, kanslirådet Carl Reinhold Berch, att en vetenskaplig skandal skulle bli följden.

### Bautil, det är: alle Svea ok Götha rikens runstenar

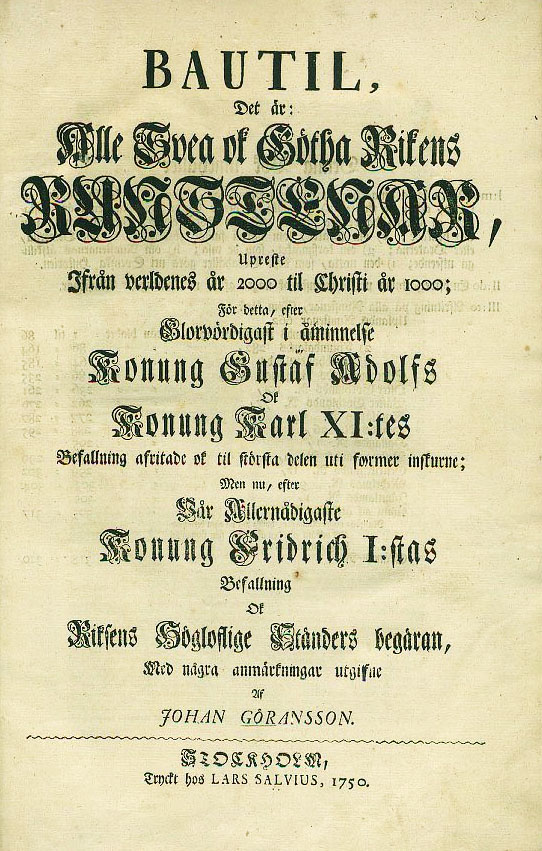
Bautil var ett svenskt runologiskt verk, som prästen och fornforskaren Johan Göransson av ut 1750. Verket innehåller 1173 träsnitt.

De av Johan Hadorph insamlade runstensteckningarna trycktes 1750 i en stor volym med titeln Bautil. Det är: Alle Svea ok Götha Rikens Runstenar. Utgivare var Johan Göransson. När Göranssons Bautil kom ut, hade Berch genom skickliga intriger bragt det dithän, att boken innehöll mycket litet av utgivarens egna reflektioner. För sitt arbete erhöll Göransson 350 dir smt, men måste själv bidra till omkostnaderna vid utgivningen. "Carl Reinhold Berch lyckades dessutom manövrera bort honom från den tjänst vid arkivet till vilken han rekommenderats av riksdagen." Johan Göransson blev trött på intriger och vetenskapliga gräl och han sökte då pastoratstjänst. Efter en flerårig befordringsstrid blev han kyrkoherde i sin födelseförsamling i Gillberga socken.
Verkets fulla titel är:

Bautil, det är: alle Svea ok Götha rikens runstenar, upreste ifrån verldenes år 2000 til Christi år 1000; för detta, efter glorvördigast i åminnelse konung Gustaf Adolfs ok konung Karl XI:tes befallning afritade ok til största delen : uti former inskurne; men nu, efter vår allernådigaste konung Fridrich I:stas befallning ok riksens högloflige ständers begäran, med några anmärkningar utgifne af Johan Göransson. Stockholm, tryckt hos Lars Salvius, 1750.
Lars Salvius (1706-1773) var en boktryckare, bokhandlare och tidningsman. Verket är starkt präglat av Rudbecks idéer. Till sin hjälp vid sammanställningen hade Göransson teckningar och avskrifter gjorda av bland andra Johan Peringskiöld, Nils Wessman, Johan Hadorph och Petrus Törnevall. Bautil är den första samling avbildningar av svenska runstenar som avsågs vara komplett, och verket har haft stor betydelse för kunskap om idag försvunna runstenar och runinskrifter. Det innehåller 1173 träsnitt. Göranssons runologiska verk Bautil, där han samlat majoriteten av Sveriges då kända runinskrifter, har dock blivit en värdefull källa till idag försvunna runstenar.

### Material för en bok om Värmland
Johan Göransson samlade under 1750-talet material för en bok om Värmland, som han ställde till oeconomie adjunkten Emanuel Ekmans förfogande. Emanuel Ekman var inspektor vid Värmlands Nation i Uppsala fram till 1801. Han använde det insamlade materialet i sin värmlandsskildring, som han gav ut 1765. På äldre dagar nog sig det fantastiska i Johan Göranssons natur uttryck då han sysslade med talmagi och kabbalistiska beräkningar. Han lär ha författat ett nu försvunnet omfångsrikt arbete i dessa ämnen. Redan 1750 hade han dock publicerat en artikel om talmystiken i Genesis I:1.

### Den siste rudbeckianen
Till eftervärlden ha Johan Göransson gått som den siste rudbeckianen. Kring honom har vuxit fram en flora av sägner, fantasifulla och sinsemellan fyllda av motsägelser. Han ansågs besitta en mycket stor vishet och kallades Sveriges ljus. Han hade makt över vindar, årsväxt och sjukdom. Ännu 150 år efter hans död visades nedanför Gillberga kyrka den väldiga enen, vid vilken Göransson med två av sina huvudstrån bundit pesten.